# Omar Gooding
Omar Gooding (* 19. Oktober 1976 in Bronx, New York City) ist ein US-amerikanischer Schauspieler.

## Karriere
Er spielte in den Fernsehserien Wild and Crazy Kids, Echt super, Mr. Cooper, Miami Medical und Smart Guy mit, hatte in der dritten Folge der siebten Staffel von Grey’s Anatomy einen Gastauftritt und wirkte außerdem in folgenden Filmen mit: The Gospel, Ghost Dad, und John Singletons Baby Boy.
Gooding ist der Bruder von Cuba Gooding Jr. Sein Vater war der Soulsänger Cuba Gooding senior (1944–2017).

## Filmografie (Auswahl)
- 1990: Chaos hoch zehn (Just the Ten of Us, Fernsehserie, Episode 3x15)
- 1990: Ghost Dad
- 1991–1992: Blossom (Fernsehserie, 4 Episoden)
- 1992: Harrys Nest (Empty Nest, Fernsehserie, Episode 4x19)
- 1992–1997: Echt super, Mr. Cooper (Hangin' with Mr. Cooper, Fernsehserie, 61 Episoden)
- 1999–2000: Batman of the Future (Batman Beyond, Fernsehserie, 3 Episoden, Sprechrolle)
- 2000: Static Shock (Fernsehserie, Episode 1x01, Sprechrolle)
- 2001: John Singletons Baby Boy (Baby Boy)
- 2001: Ein Hauch von Himmel (Touched by an Angel, Fernsehserie, Episode 8x02)
- 2005: Mysterious Island – Die geheimnisvolle Insel (Mysterious Island, Fernsehfilm)
- 2005: The Gospel
- 2006: Deadwood (Fernsehserie, 2 Episoden)
- 2006: CSI: Miami (Fernsehserie, Episode 5x03)
- 2010: Miami Medical (Fernsehserie, 13 Episoden)
- 2010: Grey’s Anatomy (Fernsehserie, Episode 7x03)
- 2011: Chase (Fernsehserie, Episode 1x17)
- 2015: Extant (Fernsehserie, Episode 2x01)
- 2018: Unsolved (Fernsehserie, 2 Episoden)